# Haruno Sakura
Haruno Sakura (春野サクラ, Haruno Sakura) is een personage van de manga- en animeserie Naruto. Zij is een student van Hatake Kakashi.

## Kindertijd en Academie
In haar vroege schooljaren was Sakura een timide en rustig meisje dat regelmatig voor de gek werd gehouden en gepest werd om haar grote voorhoofd, totdat de populaire Yamanaka Ino haar benaderde en een vriendschap sloot. Zij gaf haar een haarlint en vertelde haar om zich niet te verschuilen achter haar haardos. Sakura keek op tegen Ino door haar knappe uiterlijk en kwaliteiten. Ondanks dat Sakura de vriendschap accepteerde, voelde zij zich altijd minderwaardig tegenover haar. Op een gegeven moment, tijdens een bloemschikles, vroeg Sakura zichzelf af of Ino al een volgroeide bloem was, en als dit zo was, wat was zij dan zelf? Ino vrolijkte haar op, vertellend dat zelfs een knop een mooie bloem wordt. Hun vriendschap duurde voort totdat het duidelijk werd dat zij allebei waren geobsedeerd door de enigmatische Uchiha Sasuke; Sakura dacht dat ze nooit Ino's gelijke kon zijn, laat staan haar kon overtreffen. Ze had haarzelf gevangengezet in Ino's schaduw in haar gedachte. Ze gaf Ino het haarlint terug en vertelde dat ze vanaf nu rivalen waren. Hun vriendschap was geheel voorbij en verkeerde in een afgunstige rivaliteit. Aan het begin van de serie is er geen enkele aanwijzing meer dat zij eens de beste vriendinnen waren. Het verhaal van hun voormalige vriendschap komt pas veel later in de serie ter sprake.
In een scherp contrast ten opzichte van de meeste andere personages, ontbreekt iedere vorm van tragedie in Sakura's jeugd. Wanneer zij, Uzumaki Naruto en Uchiha Sasuke opgeroepen worden om Team 7 te vormen, is ze erg gefixeerd op Sasuke en voelt ze een grote frustratie tegenover Naruto, terwijl zij hen beiden nauwelijks kent. Kort nadat het team gevormd is, vertelt ze Sasuke dat zij denkt dat Naruto intens gelukkig moet zijn, gezien hij geen ouders heeft die hem rond commanderen. Naruto is er dan niet bij en zou waarschijnlijk zeer kwaad zijn geworden. Sasuke weet uit persoonlijke ervaringen dat deze gedachte ver van de waarheid ligt, en zet Sakura heel bot op haar plaats gezien deze uitlating van haar. Sakura ziet in dat Sasuke waarschijnlijk gelijk heeft en neemt zich voor om vanaf dan aardiger te zijn tegen Naruto. Dit kan ook komen door haar affectie tegenover Sasuke, want Hatake Kakashi merkt later op dat Sakura het altijd eens is met Sasuke.

## De Eerste Test en het Land des Golven
Hoewel haar aanvankelijke obsessie ten opzichte van Sasuke haar interactie met zowel hem als Naruto in dat stadium overschaduwt, stijgt het begrip en de eerbied van Sakura voor beide teammates langzaam aangezien zij meer tijd samen doorbrengen. De grootste test voor haar is wanneer de sensei van hun onlangs gevormd team, Hatake Kakashi, gemakkelijk erin slaagt om de drie te verhinderen zelfs één enkele bel van de twee te verkrijgen. Hij had twee katte belletjes aan zijn gordel hangen en de pupillen die een van de twee zou bemachtigen zou slagen voor de test. Hij beledigt hen vanwege hun gebrek aan groepswerk en waarschuwt specifiek Sakura voor haar constante aandacht op Sasuke alhoewel Naruto juist naast haar stond en haar hulp kon gebruiken. Kakashi staat hen toe om - het hen hebben verboden sinds de ochtend - behalve Naruto te eten, zeggend dat hij hen allen zal laten falen voor de test als zij Naruto voeden. Nadat Sasuke beslist om de hongerige Naruto zijn voedsel te geven hoe dan ook, treedt zij ook toe om Naruto te voeden, en Team 7 wordt zo het eerste team wat onder Kakashi slaagd. Kakashi complimenteert hen om hun teamgeest door hongerige teammaten op hogere prioriteit te zetten dan de "regels."
Later, wanneer het team op een gevaarlijke opdracht in het Land des Golven wordt gestuurd, wordt Sakura voor eerst geconfronteerd met het feit hoe het is om een kunoichi te zijn, aangezien zij getuigt wat de dood van Sasuke schijnt te zijn. Reciterend aan Tazuna Shinobi regel #25 (om emotie in geen enkele omstandigheid te tonen) probeert zij om haar gevoel in controle te houden, maar ontbreekt, en haar tranen stromen vrij tijdens dit gesprek. Daarna, ontwaakt Sasuke, en zij schreeuwt opnieuw, slechts met gelukkige tranen.

## Shippuden
Na de twee en een half jaar absentie van Naruto, komt hij weer terug in Konoha. Sakura was intussen kei- en keihard door mevrouw Tsunade getraind als een healing ninja en is nu vastbesloten dat zij degene wordt die Naruto beschermt en niet andersom. Haar tegenstanders zijn verbijsterd over haar kracht, met een vuistslag kan ze rotsen versplinteren. Vroeger was ze altijd de zwakkeling van de groep, je begreep niet waarom zíj een ninja wilde worden. Maar in de shippuuden is ze sterk veranderd en ontzettend moedig geworden.

## Eerste test
In een gevecht samen met Naruto tegen Kakashi sensei slaagt Sakura erin om te laten zien dat niet alleen Naruto sterker is geworden, maar zij ook.
De test was precies als hun allereerste: voor de ochtend een belletje zien te pakken, alleen dit keer gebruikte Kakashi Hatake zijn Sharingan.
Uiteindelijk lukt het Sakura en Naruto om de belletjes te bemachtigen, door voor te zeggen wat er in Kakashi`s boek verder zou gebeuren. Na het gevecht maakt mevrouw Tsunade een besluit dat Naruto en Sakura geen deel meer uit zullen maken van team 7, maar van team Kakashi. Dat wil zeggen dat ze geen leraar en studenten, maar dat ze 1 team zijn.